# Presopunctură
Presopunctura sau masajul punctelor, precum și Hipno-Presopunctura, este o formă de masaj ce se poate face cu pulpa degetului, cu unghia sau cu ajutorul unei baghete de plastic, liniar, fie de-a lungul meridianelor (plămânului, intestinului gros, stomacului, inimii, intestinului subțire, vezicii urinare, rinichiului, vase sec, trei focare, veziculei biliare, ficatului), fie doar deasupra unor puncte. Teoria medicală tradițională chineză descrie puncte de presopunctură, care se află de-a lungul meridianelor sau canalelor din corpul omenesc. Acestea sunt aceleași meridiane și puncte de acumulare energetică ca cele din acupunctură. Prin aceste canale invizibile curge energie vitală - sau o forță de viață numită Qi (ch'i, chi). De asemenea, se crede că aceste 12 mari meridiane conectează anumite organe sau rețele de organe, organizând un sistem de comunicare în întregul corp. Meridianele încep de la vărful degetelor, se conectează la creier și apoi se conectează la un organ astfel apare asocierea dintre meridian și organ. Conform acestei teorii, când unul dintre aceste meridiane este blocat sau în afara echilibrului, poate apărea boala. Efectele se obțin în funcție de intensitatea, ritmul și sensul masajului. Tehnica se utilizează mai ales în pediatrie și geriatrie. Important este că se poate aplica și la nivelul punctelor ce nu au voie să fie înțepate.
Chi, Qi, Ki, ch'i, (sau în alte culturi prana, pneum, mana) este un concept pseudoștiințific, neverificat, care nu a fost niciodată observat în mod direct și nu are nici o legătură cu conceptul de energie din științe (energia vitală sau forța vitală este un concept științific abandonat).